# Кастри ди Лече
Кастри ди Лече (итал. Castri di Lecce) је насеље у Италији у округу Лече, региону Апулија.
Према процени из 2011. у насељу је живело 2899 становника. Насеље се налази на надморској висини од 49 м.

## Географија
| Клима (Кастри ди Лече)     | Клима (Кастри ди Лече) | Клима (Кастри ди Лече) | Клима (Кастри ди Лече) | Клима (Кастри ди Лече) | Клима (Кастри ди Лече) | Клима (Кастри ди Лече) | Клима (Кастри ди Лече) | Клима (Кастри ди Лече) | Клима (Кастри ди Лече) | Клима (Кастри ди Лече) | Клима (Кастри ди Лече) | Клима (Кастри ди Лече) | Клима (Кастри ди Лече) |
| Показатељ \ Месец          | .Јан.                  | .Феб.                  | .Мар.                  | .Апр.                  | .Мај.                  | .Јун.                  | .Јул.                  | .Авг.                  | .Сеп.                  | .Окт.                  | .Нов.                  | .Дец.                  | .Год.                  |
| -------------------------- | ---------------------- | ---------------------- | ---------------------- | ---------------------- | ---------------------- | ---------------------- | ---------------------- | ---------------------- | ---------------------- | ---------------------- | ---------------------- | ---------------------- | ---------------------- |
| Средњи максимум, °C (°F)   | 12,6 (54,7)            | 13,2 (55,8)            | 15,0 (59)              | 18,3 (64,9)            | 22,6 (72,7)            | 26,8 (80,2)            | 29,2 (84,6)            | 29,6 (85,3)            | 26,2 (79,2)            | 21,8 (71,2)            | 17,6 (63,7)            | 14,2 (57,6)            | 29,6 (85,3)            |
| Средњи минимум, °C (°F)    | 5,6 (42,1)             | 5,8 (42,4)             | 7,2 (45)               | 9,5 (49,1)             | 13,1 (55,6)            | 17,0 (62,6)            | 19,5 (67,1)            | 19,9 (67,8)            | 17,3 (63,1)            | 13,7 (56,7)            | 9,9 (49,8)             | 7,1 (44,8)             | 5,6 (42,1)             |
| Количина падавина, mm (in) | 71 (28)                | 60 (23,6)              | 65 (25,6)              | 40 (15,7)              | 33 (13)                | 20 (7,9)               | 16 (6,3)               | 22 (8,7)               | 49 (19,3)              | 80 (31,5)              | 97 (38,2)              | 74 (29,1)              | 627 (246,9)            |
| [ тражи се извор ]         |                        |                        |                        |                        |                        |                        |                        |                        |                        |                        |                        |                        |                        |

## Становништво
| 1931. | 1936. | 1951. | 1961. | 1971. | 1981. | 1991. | 2001. | 2011. |
| ----- | ----- | ----- | ----- | ----- | ----- | ----- | ----- | ----- |
| 2.053 | 2.133 | 2.398 | 2.501 | 2.741 | 2.883 | 3.058 | 3.112 | 2.975 |